# 유선 동등 프라이버시
유선 동등 프라이버시(영어: Wired Equivalent Privacy, WEP)는 무선 랜 표준을 정의하는 IEEE 802.11 규약의 일부분으로 무선 LAN 운용간의 보안을 위해 사용되는 알고리즘이다. 1997년 재정된 802.11 표준에서 도입되었던 WEP는 전통적인 유선 네트워크와 비슷한 데이터 보안성을 제공하기 위해 만들어졌다. 10자리 또는 26자리의 16진수 키값을 사용하는 WEP는, 한때 매우 보편적으로 사용되었으며 라우터의 보안 설정에서 가장 우선적으로 표시되는 옵션이었다.
2001년 초, 암호학자들이 몇 가지 치명적인 취약점을 발견하였으며, 이를 이용하면 누구나 구할 수 있는 소프트웨어를 사용해 몇 십 분만에 WEP 연결을 크랙할 수 있다. 취약점이 발견된 지 몇 달 내로 IEEE는 그것을 해결하기 위한 802.11i 팀을 구성했다. 2003년 와이파이 얼라이언스는 WEP가 WPA(와이파이 보호 접속)에 의해 대체된다고 발표했다. 2004년 발표된 802.11i 표준에서 IEEE는 WEP-40 및 WEP-104을 모두 사용중단(deprecated) 선언했다.

## 암호화
1999년 9월에 비준된 IEEE 802.11 표준의 최초 버전에 포함된 WEP은 스트림 암호화 기법인 RC4를 사용하며, CRC-32 체크섬을 통해 무결성을 확보하였다. WEP은 2004년 사용중단(deprecated)이 선언되었으며, 최신 표준에서는 문서상으로만 내용이 남아 있다.

WEP 암호화의 기본 과정: RC4 키스트림에 대한 평문 XOR 연산 적용

표준 64비트 WEP(WEP-40이라고도 불림)은 40비트의 키를 사용하며, 여기에 24비트 길이의 초기화 벡터(initialization vector: IV)가 더해져 64비트의 RC4 키를 구성한다. WEP 표준의 초안이 작성되던 시기에 미국 정부에서는 암호화 기술의 수출시 키의 길이를 제한했다. 그 제한이 없어지자 액세스 포인트 장비 제조사들은 104비트의 키 길이를 사용하는 확장된 128비트 WEP 프로토콜(WEP-104)을 적용하였다.
64비트 WEP 키는 보통 10자리의 16진수 문자(0-9와 A-F)로 이루어진다. 각각의 문자는 4비트를 나타내며, 전체 문자 수가 10개이므로 총 40비트가 된다. 여기에 24비트의 IV가 더해져 64비트 WEP 키가 완성된다. 대부분의 장비들은 사용자가 키를 ASCII 문자로 입력하도록 허용하며, 각각의 문자를 해당 문자의 ASCII 문자값에 해당하는 8비트 숫자로 바꾸어 키로 사용한다. 이 경우 사용자가 입력 가능한 ASCII 문자는 제한적이므로, 결과적으로 사용 가능한 키값의 범위를 크게 축소시키는 효과를 가져온다.
128비트 WEP 키는 사용자가 16진수 문자로 이루어진 26자의 문자열을 입력해야 한다. 16진수 문자 하나는 4비트에 해당하므로 26글자는 104비트가 되며, 여기에 24비트의 IV가 더해져 최종적으로 128비트의 WEP 키를 구성하게 된다.
일부 제품에서는 256비트 WEP 시스템을 사용할 수 있다. 128비트 키에서와 마찬가지로 24비트의 IV를 제외한 232비트가 키로 실제 암호화 키이며 58글자의 16진수 문자로 입력된다. 4비트에 58을 곱하면 232비트가 되며, 여기에 IV의 24비트를 더하면 256비트가 된다.

## 인증
WEP에는 개방형 시스템 인증과 공개 키 인증 두 가지 인증 방법이 쓰인다.
다음에서 설명되는 내용은 기본적으로 인프라 스트럭처 모드(WLAN 클라이언트와 액세스 포인트 간의 통신)를 기준으로 한 것이지만, 애드혹 모드에서도 동일하게 적용된다.
개방형 시스템 인증에서는 WLAN 클라이언트가 인증시 자신의 인증서를 액세스 포인트에 제공할 필요가 없다. 따라서 어떤 클라이언트에서도 그 WEP 키가 어떤 것이 든, 액세스 포인트에 대해 자신의 인증이 가능하며 네트워크에 연결되도록 시도할 수 있다. 엄밀히 말해 인증 과정이 없는 것과 동일한 셈이다. 이후 WEP 키가 데이터 프레임의 암호화에 사용되기 시작한다. 이 시점부터는 클라이언트가 올바른 키를 가지고 있어야 데이터 프레임을 해독할 수 있다.
공용 키 인증에서는 인증 단계에서부터 WEP 키를 사용한다. 다음과 같은 4 단계 챌린지-응답 형식의 인증 핸드셰이크가 발생된다.
1. 클라이언트는 액세스 포인트에 인증 요청을 보낸다.
2. 액세스 포인트는 암호화 되지 않은 챌린지 프레임을 보낸다.
3. 클라이언트는 챌린지 프레임의 내용을 미리 설정 한 WEP 키를 사용하여 암호화하고 그것을 인증 요청에 포함하여 액세스 포인트에 보낸다.
4. 액세스 포인트는 응답을 해독한다. 이것이 챌린지 텍스트와 일치하면 액세스 포인트는 긍정 응답을 되돌려 보낸다.

그런 다음 미리 공유 된 WEP 키를 사용 RC4를 사용하여 데이터 프레임을 암호화한다.
언뜻 보면 인증라고 부를 수있는 것을 전혀하지 않는 개방형 시스템 인증보다 일반적인 키 인증이 더 안전한 것 같지만 실제로는 정반대이다. 공용 키 인증에서는 공격자가 챌린지 프레임을 캡처하여 핸드셰이크에 사용된 키 스트림을 더 빠르게 유추해내는 것이 가능하다. 따라서, WEP 방식은 개방형 인증이나 공용 키 인증 방식 모두 보안성이 취약하지만 그나마 개방형 인증 방식이 조금 더 안전하다고 할 수 있다.

## 같이 보기
- 와이파이 보호 접속(WPA)
- IEEE 802.11i